# Mercabarna
Mercabarna, cuya razón social es Mercados de Abastecimientos de Barcelona, S.A., es la sociedad gestora del polígono alimentario que concentra los mercados mayoristas de la ciudad de Barcelona y alrededores. Está formado por 3 mercados mayoristas (Mercado Central de Frutas y Hortalizas, Mercado Central de Pescado, el Biomarket y Mercabarna-flor). Ocupa 107 hectáreas de superficie, donde operan cerca de 600 empresas del sector agroalimentario.
Se encuentra en la Zona Franca de Barcelona, una ubicación estratégica próxima al Puerto de Barcelona, el aeropuerto del Prat y a las principales infraestructuras de transporte terrestre que facilita la distribución de las mercancías. Mercabarna es uno de los principales centros europeos de distribución de productos frescos. 
Los productos que se comercializan en Mercabarna son nacionales y extranjeros, pero su ámbito de influencia más inmediato abarca toda Cataluña, el norte de la Comunidad Valenciana, la franja de Aragón, las Islas Baleares, Andorra, el sur de Francia y el norte de Italia. En total, Mercabarna provee de productos frescos a unos 10 millones de consumidores.

## Principales hechos históricos
Antiguamente, los mercados mayoristas de alimentación estaban en el centro de Barcelona durante muchos años, como en el Mercado del Borne, el Parque Joan Miró y el Teatre Lliure, donde actualmente ocupan diversos espacios lúdicos. Debido a la afluencia de mercancías y comerciantes, estos recintos se quedaron pequeños, y no podían abarcar toda la demanda que recibían, por lo demás, el crecimiento de la ciudad hizo que el acceso de grandes vehículos, como los camiones, los recintos comerciales tuvieran problemas. Por esta razón, fueron trasladados paulatinamente al recinto actual de Mercabarna, en la Zona Franca de Barcelona. 
- 1967: Constitución de la sociedad anónima mercantil Mercados de Abastecimientos de Barcelona SA (Mercabarna).

- 1971: Se instala en el recinto el primer mercado mayorista, el Mercado Central de Frutas y Hortalizas, que procedía del emblemático Mercado del Borne de Barcelona.

- 1979: Se traslada a Mercabarna el Matadero de Barcelona. Hasta ese momento, el antiguo matadero municipal estaba situado al actual parque de Joan Miró de Barcelona, cerca de la plaza de España.

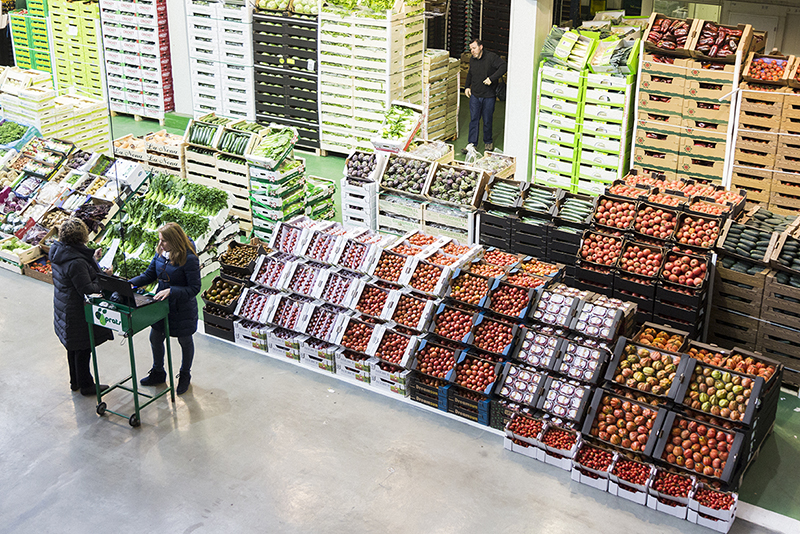
Mercado Central de Frutas y Hortalizas

- 1983: El Mercado Central del Pescado, que hasta entonces operaba en la calle de Wellington de Barcelona, empieza a funcionar en Mercabarna.

- 1984: Se instala en Mercabarna el Mercado Central de la Flor. Desde el año 1964, el Mercado había desarrollado su actividad en la calle Lleida de Barcelona, un espacio que hoy es el Teatro Lliure.

- 1984: Se construye en Mercabarna el Pabellón Polivalente, un recinto que agrupa empresas dedicadas a la comercialización al por mayor de productos elaborados y semielaborados.

- 1987: Urbanización de la totalidad de la Zona de Actividades Complementarias (ZAC).

- 1988: Cambio de horario (de nocturno a diurno) del Mercado Central de Frutas y Hortalizas.

- 1989: Incorporación del Mercado de Frutas de Hospitalet de Llobregat en el Mercado Central de Frutas y Hortalizas de Mercabarna.

- 1999: Inicio de la campaña educativa "5 al día", una iniciativa impulsada por Mercabarna y la Asociación Gremial de Empresarios Mayoristas de Frutas y Hortalizas de Barcelona y Provincia (AGEM), para promover el consumo de frutas y hortalizas entre los escolares.

- 2008: El nuevo Mercado Central de la Flor, llamado Mercabarna-flor y ubicado entre los municipios de San Baudilio de Llobregat y El Prat de Llobregat comenzó a operar en septiembre de 2008.

- 2016: Firma de un pacto contra el desperdicio alimentario entre Mercabarna y los gremios empresariales del recinto.

- 2020: Inauguración del Biomarket, el primer mercado de alimentos ecológicos de España.

- 2022: Inauguración del Foodback, el Centro de Aprovechamiento Alimentario de Mercabarna.

## Instalaciones
Mercabarna está constituido por 4 mercados: el del pescado y marisco; el de las frutas y hortalizas; el de flores y plantas; y el de carne y matadero. En otoño de 2020 se inaugurará el Biomarket, especializado en la comercialización de alimentos ecológicos. 
- Pescado y Marisco. Se inauguró el año 1983. Desde entonces ha ido incorporando mejoras en sus infraestructuras para adaptarse a nuevas normativas de la higiene sanitaria. En el recinto hay más de 50 empresas mayoristas con 80 puntos de venda y 14 puntos de distribución. El mercado ocupa 50.000 m² de superficie y comercializa unas 100.000 toneladas de productos al año.
- Frutas y Hortalizas. La superficie del mercado es más de 230.000 m, operan unas 180 empresas, en 440 puntos de venta. Al año comercializa más de un millón de toneladas de productos que son distribuidas por todo el mundo.
- Flores y Plantas. Fue instalado el año 1984. Este mercado, se adapta a las necesidades de los profesionales del sector y de los productos que se comercializan. Hay cuartos frigoríficos para garantizar su correcta conservación y dispone de grandes espacios de almacenamiento. El edificio ocupa 44.000 m² de superficie.

## Accionistas y red Mercasa
Los accionistas de Mercabarna son:
- 50,69% Barcelona de Serveis Municipals, empresa donde el Ayuntamiento de Barcelona es el único accionista
- 36,79% Empresa Nacional Mercasa
- 12,16% Generalidad de Cataluña

Mercabarna forma parte de MERCASA, red que tiene 24 Unidades Alimentarias en España.

## Política medioambiental
Mercabarna tiene un sistema de separación y reciclaje de los residuos con tecnologías específicas. Actualmente recicla más del 70% de los residuos. De esta manera, el comercio de productos frescos realizado en Mercabarna potencia la mejora del medio ambiente, la calidad de vida y la salud de los alimentos comercializados en los diferentes mercados.